# Montfalcon
Pour les articles homonymes, voir Montfalcon (homonymie).
Montfalcon est une commune française située sur le plateau de Chambaran, dans le département de l'Isère en région Auvergne-Rhône-Alpes.

## Géographie

### Situation et description
Positionnée à l'ouest du département, aux limites de la Drôme sur le plateau de Chambaran, Montfalcon est administrativement rattachée au canton de Bièvre et à la Communauté de communes Bièvre Isère.

### Climat
Pour des articles plus généraux, voir Climat d'Auvergne-Rhône-Alpes et Climat de l'Isère.
En 2010, le climat de la commune est de type climat des marges montargnardes, selon une étude du Centre national de la recherche scientifique s'appuyant sur une série de données couvrant la période 1971-2000. En 2020, Météo-France publie une typologie des climats de la France métropolitaine dans laquelle la commune est exposée à un climat de montagne ou de marges de montagne et est dans une zone de transition entre les régions climatiques « Moyenne vallée du Rhône » et « Alpes du nord ». 
Pour la période 1971-2000, la température annuelle moyenne est de 11,1 °C, avec une amplitude thermique annuelle de 17,3 °C. Le cumul annuel moyen de précipitations est de 1 004 mm, avec 9,3 jours de précipitations en janvier et 6,2 jours en juillet. Pour la période 1991-2020, la température moyenne annuelle observée sur la station météorologique de Météo-France la plus proche, « Saint-Christophe-L_sapc », sur la commune de Saint-Christophe-et-le-Laris à 9 km à vol d'oiseau, est de 11,9 °C et le cumul annuel moyen de précipitations est de 1 004,4 mm,. Pour l'avenir, les paramètres climatiques de la commune estimés pour 2050 selon différents scénarios d'émission de gaz à effet de serre sont consultables sur un site dédié publié par Météo-France en novembre 2022.

### Voie de communication
Le territoire communal est traversé par la route départementale 20 (RD20) selon un axe est-ouest.

## Urbanisme

### Typologie
Au 1er janvier 2024, Montfalcon est catégorisée commune rurale à habitat très dispersé, selon la nouvelle grille communale de densité à sept niveaux définie par l'Insee en 2022.
Elle est située hors unité urbaine et hors attraction des villes,.

### Occupation des sols
L'occupation des sols de la commune, telle qu'elle ressort de la base de données européenne d’occupation biophysique des sols Corine Land Cover (CLC), est marquée par l'importance des territoires agricoles (56 % en 2018), une proportion sensiblement équivalente à celle de 1990 (55,9 %). La répartition détaillée en 2018 est la suivante : 
forêts (44 %), prairies (26,2 %), zones agricoles hétérogènes (18,7 %), terres arables (11 %). L'évolution de l’occupation des sols de la commune et de ses infrastructures peut être observée sur les différentes représentations cartographiques du territoire : la carte de Cassini (XVIIIe siècle), la carte d'état-major (1820-1866) et les cartes ou photos aériennes de l'IGN pour la période actuelle (1950 à aujourd'hui).

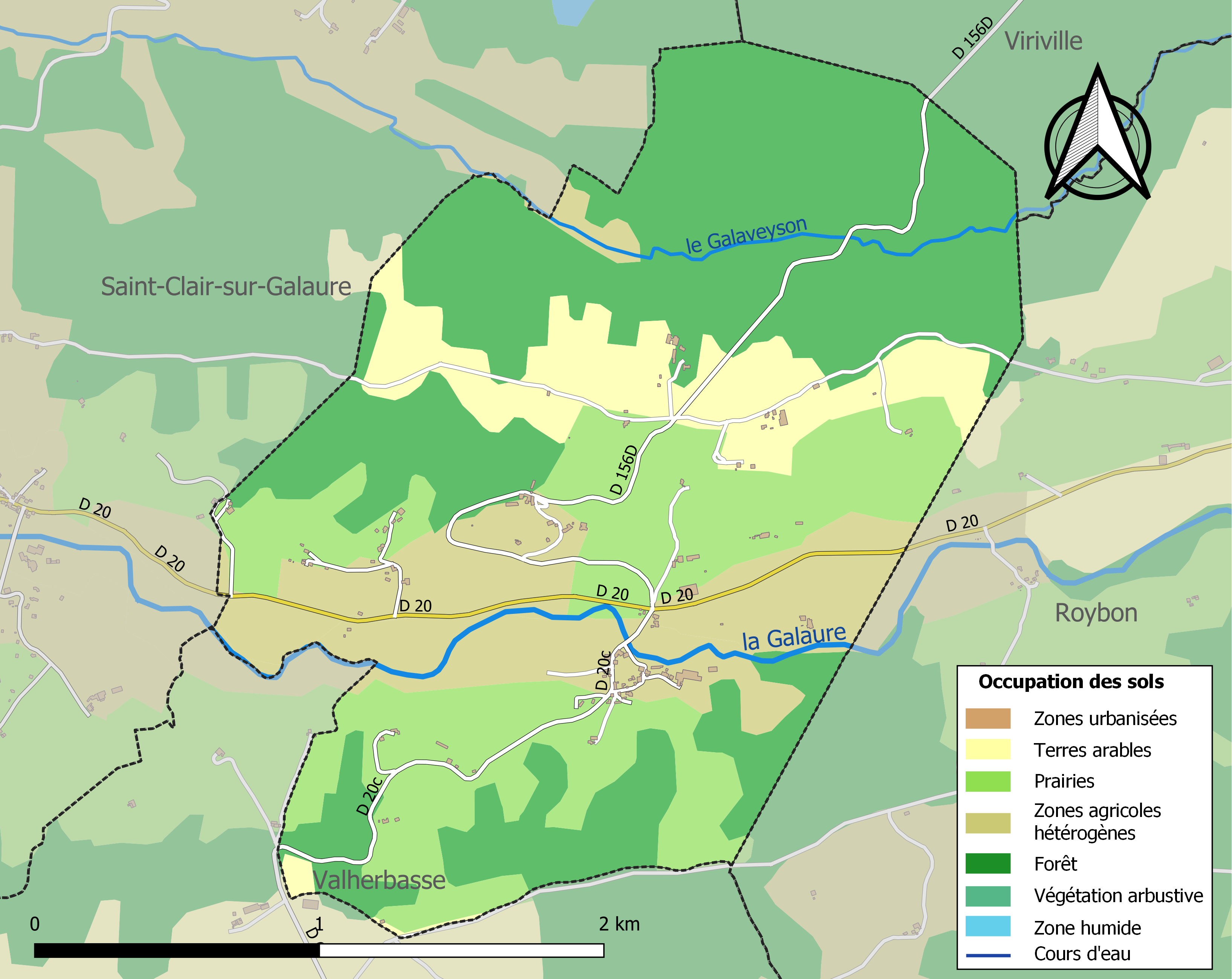
Carte des infrastructures et de l'occupation des sols de la commune en 2018 (CLC).

## Histoire
L'histoire de Montfalcon est liée aux Loives, ancienne commanderie des hospitaliers de St-Jean-de-Jérusalem.

### Histoire du conseil municipal
Les premières élections municipales eurent lieu en France en février 1790.
A Montfalcon, ce fut le 21 février 1790, dans l'église paroissiale, à l'issue des vêpres et sous l'autorité du consul moderne Jean MASSONNET (sans doute né à Roybon en 1766 et marié à Montfalcon en 1804). Le premier maire, Pierre TOURNIER, fut ensuite immédiatement installé après le grand rite de la prestation de serment. Pierre TOURNIER (Montfalcon, 1753-1832).
Signatures sur le registre de Montfalcon : Louis COTTE en mars 1798 ; Etienne DOREY en septembre 1800.
Sous la Restauration on trouve les signatures de Pierre TOURNIER en 1820 ; JJ AGERON en 1827.
Epoque des Bourbon-Orléans : le 23 juillet 1843, le nouveau conseil municipal est installé et le 1er octobre est élu maire  J-L. BACHELIN, avec comme adjoint Louis CHARVAT, qui seront reconduits jusqu'aux élections de 1865.
Sous la Seconde République, le conseil municipal est installé le 20 août 1848. J-L BACHELIN reste maire.
Sous la Troisième République, le nouveau conseil est élu le 4 mai 1884, le maire sera A. MASSONNET et l'adjoint L. CHARVAT.
Le conseil municipal mené par Marius PERRIOLAT et Joseph AGERON, élus le 5 mai 1912, sera prolongé jusqu'en 1919.
Le 19 septembre 1944, le président du Comité Cantonal de la Libération Nationale, M. GARNIER, installe le nouveau conseil municipal de Montfalcon, qui élit Auguste DURMELAT maire et Camille BRET adjoint.
Les élections municipales des 8 et 15 mars 1959 sont les premières de la Cinquième République, Camille BRET est élu maire, et Roger VIVIER adjoint.

## Politique et administration

### Liste des maires
| Période                                  | Période  | Identité         | Étiquette | Qualité     |
| ---------------------------------------- | -------- | ---------------- | --------- | ----------- |
| 1939                                     | 1944     | Joseph Germain   |           |             |
| 1944                                     | 1959     | Auguste Durmelat |           |             |
| 1959                                     | 1971     | Camille Bret     |           |             |
| 1971                                     | 1977     | Roger Vivier     |           |             |
| 1977                                     | 1983     | Gilbert Bachelin |           |             |
| 1983                                     | 2001     | Marcel Bachasson |           |             |
| 2001                                     | 2008     | Joseph Giraud    |           |             |
| 2008                                     | En cours | Frédéric Bret    | SE        | Agriculteur |
| Les données manquantes sont à compléter. |          |                  |           |             |

## Population et société

### Démographie
L'évolution du nombre d'habitants est connue à travers les recensements de la population effectués dans la commune depuis 1793. Pour les communes de moins de 10 000 habitants, une enquête de recensement portant sur toute la population est réalisée tous les cinq ans, les populations de référence des années intermédiaires étant quant à elles estimées par interpolation ou extrapolation. Pour la commune, le premier recensement exhaustif entrant dans le cadre du nouveau dispositif a été réalisé en 2007.

En 2022, la commune comptait 131 habitants, en évolution de +2,34 % par rapport à 2016 (Isère : +3,07 %, France hors Mayotte : +2,11 %).
| 1793 | 1800 | 1806 | 1821 | 1831 | 1836 | 1841 | 1846 | 1851 |
| ---- | ---- | ---- | ---- | ---- | ---- | ---- | ---- | ---- |
| 230  | 270  | 278  | 297  | 346  | 314  | 340  | 316  | 292  |

| 1856 | 1861 | 1866 | 1872 | 1876 | 1881 | 1886 | 1891 | 1896 |
| ---- | ---- | ---- | ---- | ---- | ---- | ---- | ---- | ---- |
| 271  | 264  | 267  | 261  | 273  | 284  | 278  | 252  | 248  |

| 1901 | 1906 | 1911 | 1921 | 1926 | 1931 | 1936 | 1946 | 1954 |
| ---- | ---- | ---- | ---- | ---- | ---- | ---- | ---- | ---- |
| 243  | 238  | 198  | 159  | 152  | 146  | 149  | 147  | 116  |

| 1962 | 1968 | 1975 | 1982 | 1990 | 1999 | 2006 | 2007 | 2012 |
| ---- | ---- | ---- | ---- | ---- | ---- | ---- | ---- | ---- |
| 130  | 112  | 102  | 125  | 103  | 99   | 123  | 126  | 121  |

| 2017 | 2022 | - | - | - | - | - | - | - |
| ---- | ---- | - | - | - | - | - | - | - |
| 133  | 131  | - | - | - | - | - | - | - |

### Enseignement
La commune est rattachée à l'académie de Grenoble.

### Cultes
La communauté catholique de Montfalcon et son église (propriété de la commune) relève de la paroisse Saint Pierre des Chambarands qui regroupe huit église de la région et une abbaye, située dans la commune. Cette paroisse est rattachée au Diocèse de Grenoble-Vienne.

## Économie
Bien que peu peuplée avec une activité essentiellement rurale, la commune a une vie associative active, notamment avec l'organisation de la Foire aux dindes chaque 17 août.

## Culture et patrimoine

### Lieux et monuments
- Château delphinal de Montfalcon

Cet édifice date du XIVe siècle. Il est actuellement en ruines et le village se présentait autrefois sous la forme d'un bourg fortifié. Vestiges partiellement restaurés à la fin du XXe siècle (tour quadrangulaire avec porte à arc en plein cintre et tour ronde).
- Église de l'Assomption de Montfalcon

### Héraldique
|  | Montfalcon possède des armoiries dont l'origine et le blasonnement exact ne sont pas disponibles. |

### Foire aux dindes
"Le 28 brumaire an VII de la République Française Une et Indivisible" les citoyens de Montfalcon s'assemblent pour rédiger une demande de foire pour vendre "plusieurs sortes de bestiaux" car cette foire leur procurerait de quoi payer plus facilement leur contribution nationale. C'est ainsi que la Foire aux dindes sera fixée au 29 Thermidor chaque année : soit en 1800 (an 8): le 17 août.
Traditionnellement, on s'y rend pour acheter les dindes qui seront engraissées jusqu'à leur jour de gloire à Noël.
Relancée en 1984, elle s'est tenue sans interruption jusqu'au confinement de 2020 et devrait se tenir à nouveau cette année 2022. Outre les marchands de volailles, on y trouve un pucier, des animations, un repas de cuisses de grenouilles servi le midi et le soir, et un feu d'artifice pour clore la fête.